# قرصنة الشبكات اللاسلكية

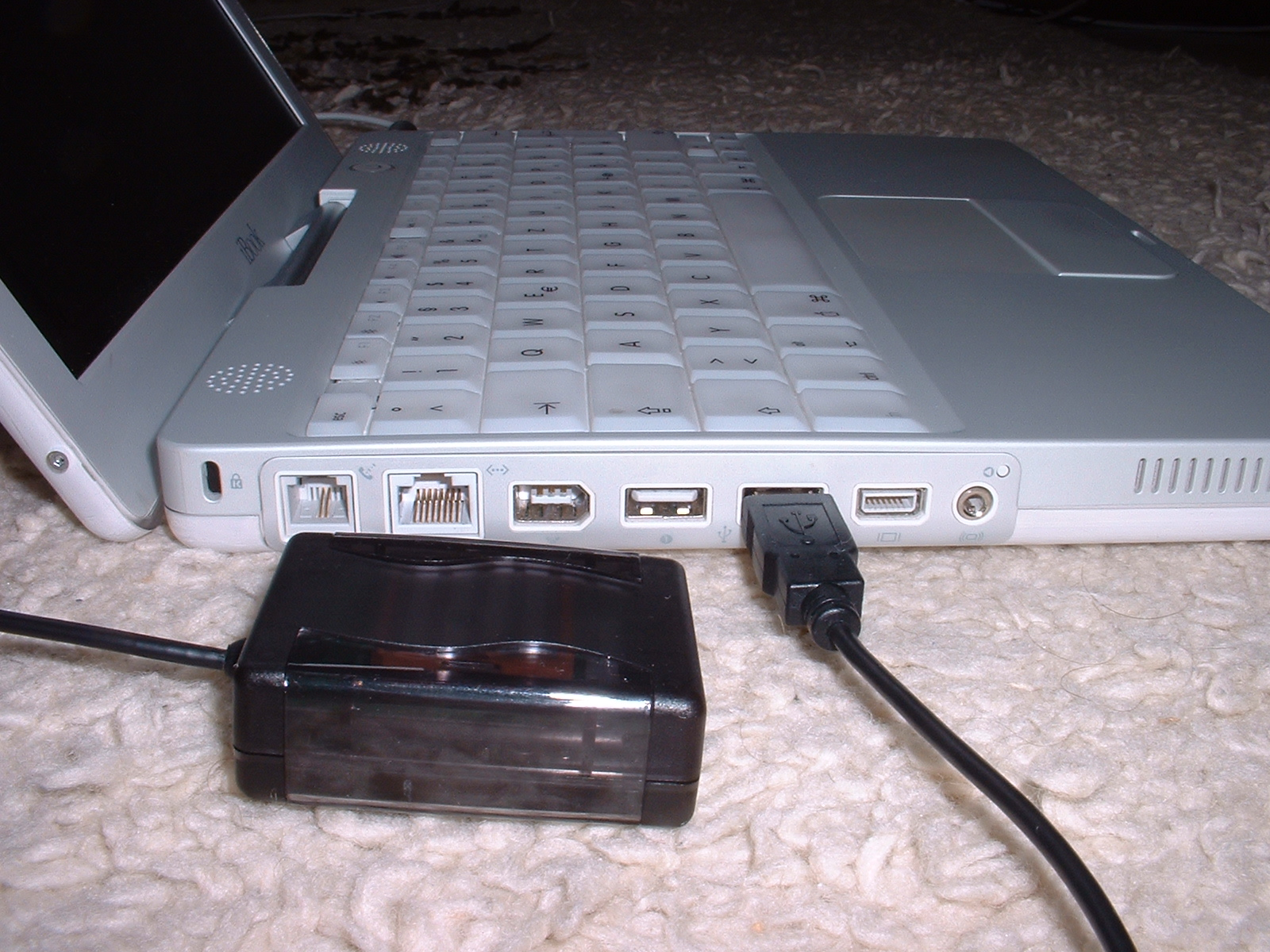

قرصنة الشبكات اللاسلكية (بالإنجليزية: War Driving) هي عملية اختراق للشبكات اللاسلكية أي بدون تصريح أو دراية لصاحب الشبكة. لأسباب كثيرة لا يقوم أصحاب تلك الشبكة بحمايتها، إما عن جهل أو إهمال. وفي أحوال أخرى تكون أساليب الحماية بدائية سهلة الكسر. ما يسهل تسلل أي شخص، على دراية بكيفية الولوج، من التطفل واستغلال المعطيات والثغرات والمعلومات المتوفرة على الشبكة.

## أنواع الشبكات اللاسلكية
- الند للند (Peer To Peer): وهي أن يكون الجهاز قد انشأ شبكة مع أجهزة أخرى هدف مشاركة الملفات
- نقطة الولوج (Access Point): تعتمد الشبكة على موزع لاسلكي (روتر). هذا النوع يمكن اختراقه عن طريق تمديد إرسال كرت الشبكة، حيث انه وجد في بعض كروت الشبكات فتحات يمكن التلاعب بها ليصل الإرسال إلى مكان أبعد مما يسهل عملية الاختراق للقرصان الواقف عن بعد.

## تشفيرات الحماية
- خوارزميات السرية المكافئة 64 WEP 64:Privacy wired equivalenth

وتستخدم كلمة مرور من 5 إلى 10 حروف وتحتاج برامج فك الشفرة ال جمع 5000 إلى 20000 رزمة لفك التشفير
- خوارزميات السرية المكافئة 128 WEP 128 :Privacy wired equivalent

وتستخدم كلمة مرور من 13 إلى 26 حروف وتحتاج برامج فك الشفرة ال جمع 20000 إلى 70000 رزمة لفك التشفير
- الوصول المحمي للشبكة اللاسلكية WI-FI Protected Access : Pre Shared Key WPA:PSK

حيث يقوم بتغيير مفتاح التشفير كل 30 ثانية أو يمكن تحديد الوقت الذي تريده ويمكن كسر هذا النظام ما ان وجدت الكلمة السرية، ولإيجاد الكلمة السرية يستخدم برنامج بروت فورس
- محيط الواي بي أي WPA Raduis

نظام يتحكم يصلاحية المستخدمين للشبكة عن طريق ربط الشبكة بمزود يقوم بمراقبة الداخلين على الشبكة. يستخدم هذا النظام في معظم المطاعم والمحلات التي توفر خدمة الاتصال عبر شبكة لاسلكية. بمجرد دخول المشترك يتم تحويله إلى شبكة أخرى ولكن بعد أن يدخل كلمة السر يقوم المزود بإعادة دخوله إلى الشبكة.
لزيادة الحماية من امن الشبكة يمكن إلغاء خاصية SSID Broadcast والتي تمكن أي شخص من العثور على شبكتك والاتصال بها.
في حال إلغاء ال SSID Broadcast يجب عليك ان تتصل بالشبكة يدوياً.
ومن الأفضل استخدام برنامج kismet الذي يظهر لك بيانات الشبكة، ولكن بدون SSID
بعض الموزعات اللاسلكية تستخدم خاصية (Wireless Distribution System) WDS
والتي تمكنها من زيادة مدى الشبكة عن طريق اتصالها بموزعات أخرى، وتقوم بالبث عن طريقها.
البعض يفضل يان يحدد الأجهزة التي تستطيع أن تشبك على الشبكة اللاسلكية عن طريق تحديد عنوان للجهاز، Filter MAC address، ولكن يمكن اختراق هذه الطريقة عن طريق ما يعرف ب Spoofing MAC address وهي أن تقوم بتغيير عنوان الماك بانتحال عنوان ماك لشخص يسمح له بالاتصال. ويمكن معرفة MAC للأجهزة الأخرى عن طريق برنامج airodump. ................

## حماية الشبكات اللاسلكية
غالبا ما تكون الشبكة اللاسلكية غير آمنة حتى إذا كنت قد فعلت تشفير WEP (Wired Equivalency Protocol)، فذلك البروتوكول ليس امنا وفيه الكثير من العيوب ً، ويمكن للقراصنة الخبراء بكسره بسهولة.وبالتالي عليك أن تستخدم البروتوكول WPA (Wi-Fi Protected Access).
لترقية إلى WPA، يجب أن يتوفر لدي الشبكة ثلاثة مكونات أساسية:
موزع لاسلكي يدعم بروتوكول WPA.
بطاقة شبكة لاسلكية توفر خدمة ال WPA.
جهاز يدعم WPA، ونظام التشغيل.
يعمل WPA كبديل عن WEP، في المكاتب الصغيرة أو المنازل، يجب أن تدعم كل الأجهزة الاسلكية على الشبكة هذا البروتوكول..
إذا لم تكن قد اشتريت الأجهزة اللاسلكية حتى الآن، فإحرص على ان تكون كلها تدعم ال WPA، شراء الأجهزة أمر سهل. حيث بدأ اتحاد WiFi بترخيص المنتجات التي تعمل بهذا WPA.
أما إذا كنت فد اشتريت مسبقاً الأجهزة اللاسلكية، فإن الترقية هنا قد تكون صعبة. فعليك أن تفحص مواقع الإنترنت لمصنعي الأجهزة التي لديك لترى إذا كان لديهم القدرة على الترقية إلى تقنية WPA.فإن ذلك ربما يكون للمنتجات الجديدة فقط. أما إذا لم تجد الترقية المناسبة، فليس أمامك سوى أن تشتري منتجات جديدة تدعم WPA.

### ترقية نظام التشغيل
توفر معظم نظم التشغيل خاصية الWPA مجانا. وإذا ام تكن الخاصية متوفرة، فإنك تحتاج إلى برنامج من طرف ثالث.

## بعض النصائح للحماية
1. استعمال برنامج جدار ناري Firewall على جهازك المحمول.
2. غالبا ما تكون نقاط الاتصال الساخنة المجانية أقل أمنا من نظيرتها مدفوعة الأجر. النقاط المدفوعة تتم عملية متابعتها وحمايتها وتغير جميع مستلزمات الأمان لها مع التشفير.
3. إيقاف خاصية مشاركة الملفات على الجهاز لمنع وصول أي شخص إلى ملفاتك الخاصة أو حتى فتح مجال المشاركة لعمل ذلك قم بإزالة خاصية الملفات من خيارات المجلدات الموجودة في قائمه أدوات.
4. إذا كان في جهازك ملفات خاصة وهامة قم بإحكام إغلاقها بكلمة مرور. الطريقة سهله قم بضغط الملفات التي تريد حمايتها وفي الخيارات ستجد خياراً خاصاً بوضع كلمه مرور للملف حتى ولو تم أخذ الملف من جهازك فلن يستطيع فتحة واستخدم دائما كلمة مرور مؤلفة من ارقام وحروف وعلامات ترقيم وبحد ادنى ثمانية احرف فهذا يصعب من فك تشفيرها. أيضا يوجد برامج تقوم بوضع كلمات مرور على الملفات والمجلدات وأيضا البرامج. للحد من استخدامها.
5. قم بإطفاء كرت الشبكة اللاسلكية على جهازك المحمول. فلم يتم وضع زر التشغيل على جهاز المحمول عبث. ولكن تم وضعة لكي تقوم بإغلاقه بعد الانتهاء من الاستخدام. هذا سيوفر عليك أولا الطاقة وسيمنع الأشخاص الآخرين من الدخول أو حتى الوصول إلى جهازك. إذا كنت تعمل على كرت شبكه لا سلكية قم بإخراج الكرت من المحمول.
6. انتبه من أن تقوم بأي عملية مالية على نقطه ساخنة أو من مقهى إنترنت. إلى في حاله إذا كان الموقع يحتوي على خدمة التشفير بروتوكول طبقة المنافذ الآمنة وهي عبارة عن القفل الصغير الذي يظهر في أسفل المتصفح كما سوف تجد أن كلمه http أصبحت https وتعني امن secure. أي معاملة ماليه لا تحتوي خدمة التشفير ستؤدي إلى مخاطره كبيره لمعلوماتك الشخصية الخاصة بأمورك المالية.
7. عدم وجود أي شخص في المقهى لا يعني أن تكون الشبكة آمنة فمن الممكن إن يكون هناك شخص قريب في الجوار إما في الشقة العلوية أو في سيارته وعدم رؤيته لا يعني انه لا يستطيع الاتصال فبعض تلك الشبكات اللاسلكية يصل مدى التغطية لديها إلى 3000 متر.حسب نوع الجهاز الذي يستخدمه القرصان أو المخترق
8. لا تقوم بالاتصال بشبكة لاسلكية وجهازك لا يحتوي على برنامج حماية من الفيروسات فبمجرد أن تقوم بالاتصال بالشبكة اللاسلكية فهناك احتمالية أن تصاب إما بفيروس أو دودة إلكترونية خلال 15 ثانية إذا لم يحتو جهازك على برنامج مكافحة الفيروسات حديث وفعال.
9. لا تتجاهل علامة التحديث الصفراء التي تظهر بجانب الساعة. فهي علامة مهمة من مايكروسوفت فقد قامت النظام بتحميل التحديثات وتنتظر فقط التحميل. فلا تفوت الفرصة على نفسك وتخاطر بعدم تثبيتها. التحديثات التي تظهر بجانب الساعة هي تحديثات أمنية غاية في الأهمية لضمان إغلاق الثغرات التي قد تسبب مشاكل لجهازك وتؤدي به للاختراق.

## وصلات خارجية
- التاريخ العلمي للشبكات
- واي فاي عرب